# Aigos Potamos
«  Galata (rivière) » redirige ici. Pour les autres significations, voir Galata (homonymie).
Αἰγὸς Ποταμός / Aigos Potamos (« Fleuve de la Chèvre ») est le nom en grec ancien d'un fleuve côtier et d'une cité antique.
- Le fleuve côtier est l'actuel Ince-liman, Indjé-limen ou Galata[1],[b], un petit cours d'eau situé en Chersonèse de Thrace (péninsule de Gallipoli), Turquie.
- La cité antique était située à son embouchure, où la rivière se jette dans le détroit des Dardanelles (l'ancien Hellespont), à quelques kilomètres au nord de la cité antique de Sestos[1].

Le lieu est célèbre pour la bataille qui se déroula près de l'embouchure en 405 av. J.-C. entre Sparte et Athènes. La flotte athénienne y fut alors détruite par les Spartiates commandés par Lysandre, ce qui mit un terme à la guerre du Péloponnèse.
Selon des sources anciennes, dont Pline l'Ancien et Aristote, une météorite est tombée près d'Aigos Potamos en 467 av. J.-C. Elle a été décrite comme de couleur brune et de la taille d'une charrette lourdement chargée. Une comète, plausiblement la comète de Halley, a été signalée au moment où la météorite est tombée. C'est probablement le premier enregistrement européen de la comète de Halley,. Cet événement est aussi à l'origine de la première suggestion, par Diogène d'Apollonie, d'une origine spatiale des météorites : « Avec les étoiles visibles tournent des pierres qui sont invisibles, et pour cette raison sans nom. Elles tombent souvent au sol et s'éteignent, comme l'étoile de pierre qui est tombée en flammes à Aigos Potamos. »